# مقام أبي ذر الغفاري
مقام الصحابيّ أبي ذرّ الغفاريّ، يقع في محافظة مادبا في «قرية شقيق» غرب ذيبان، والمطلّة على وادي الموجب، وسط الأردن، وهو عبارة عن «مقام» وليس «ضريحًا»، حيث كان مكان تعبّد الصحابي أبي ذر الغفاري والذي أقام فيه عند عودته من الشام عدة سنوات ولم يُدفن فيه. تم ترميم المقام وبناء مُصلّى فيه وتسييج المكان بحائط إسمنتي وإنشاء حديقة صغيرة تحيط بالمقام.